# ذنبية برتقالية
ذَنَبِيَّة برتقالية أو ذَنَبَان برتقالي من جنس الذنبية في الفصيلة البروفية.